# Rhonda Byrne
Rhonda Byrne (født 1951 i Melbourne) er en australsk forfatter. Hun blev verdensberømt for bogen The Secret, der er oversat til dansk under titlen The secret - hemmeligheden. Bogen bygger teorien om loven om tiltrækning, ifølge hvilken et menneske kan forandre sit liv gennem sin tankevirksomhed. Hun har siden udgivet opfølgerne The Power og The Magic. Bogen The Magic viser, hvordan man kan forandre sit liv gennem taknemmelighed. I 2007 udnævne Times Magazine Rhonda Byrne til en af de 100 mest indflydelsesrige personer. I 2021 udkom den danske oversættelse af hendes opfølger Den største hemmelighed på dansk på forlaget Borgen.

## Værker i dansk oversættelse
- Byrne, Rhonda (2007): “The secret - hemmeligheden”. Borgen
- Byrne, Rhonda (2011): “The secret - the power”. København: Lindhardt og Ringhof
- Byrne, Rhonda (2012): “The magic”. Borgen
- Byrne, Rhonda (2021): “Den største hemmelighed”. Borgen